# Digitaria divaricatissima
Digitaria divaricatissima är en gräsart som först beskrevs av Robert Brown, och fick sitt nu gällande namn av Dorothy Kate Hughes. Digitaria divaricatissima ingår i släktet fingerhirser, och familjen gräs. Inga underarter finns listade i Catalogue of Life.

## Bildgalleri

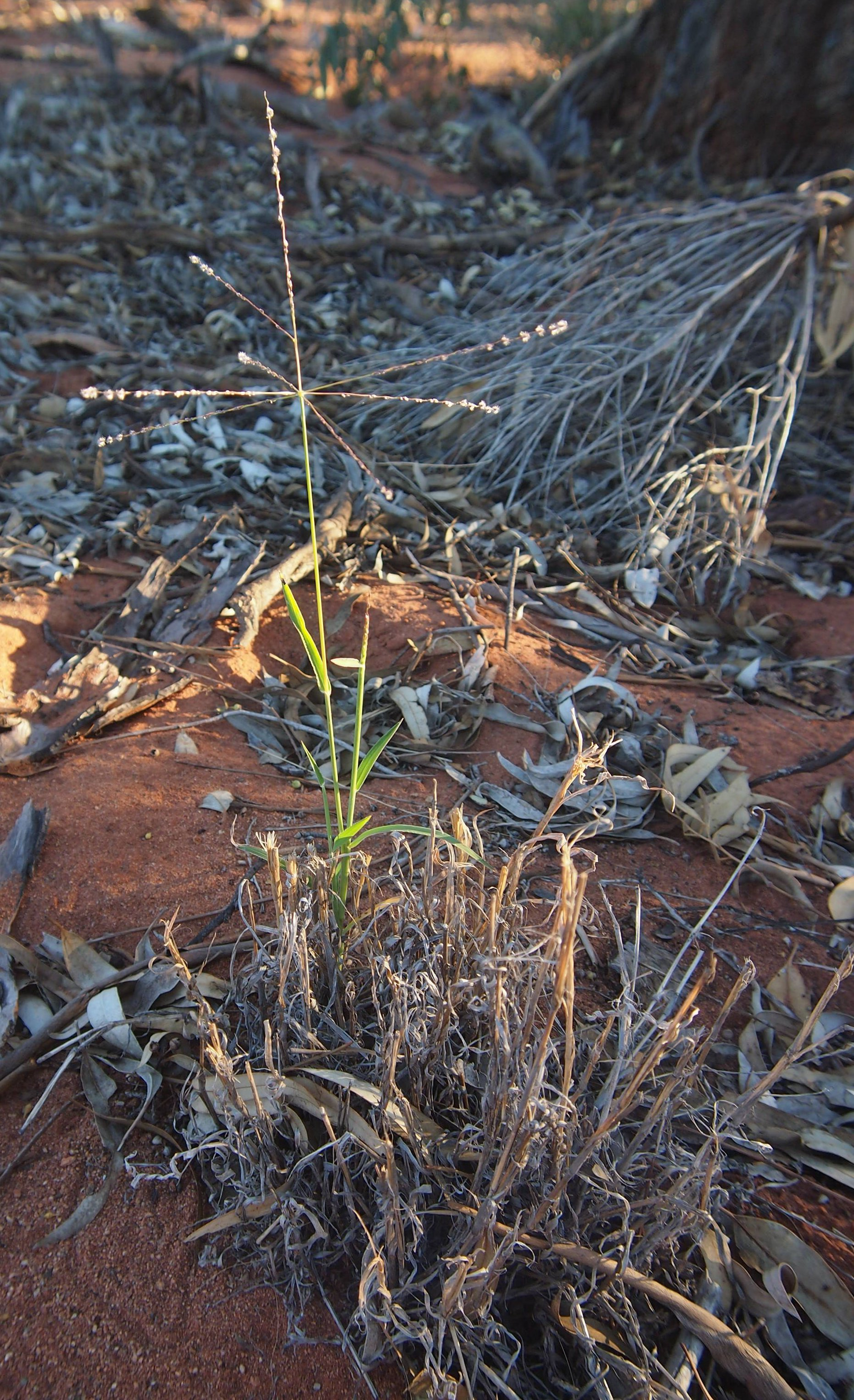
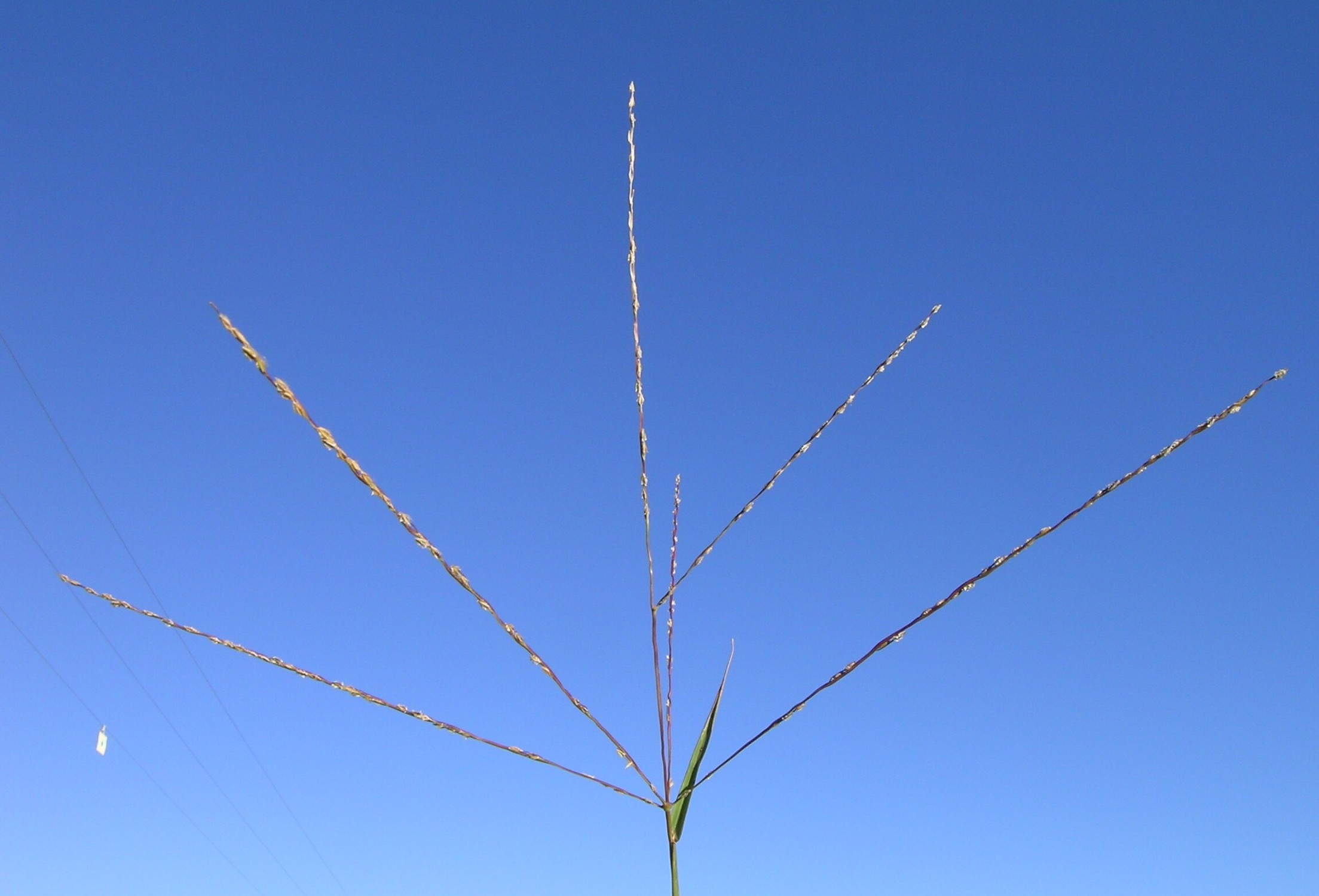